# C. Everett Koop

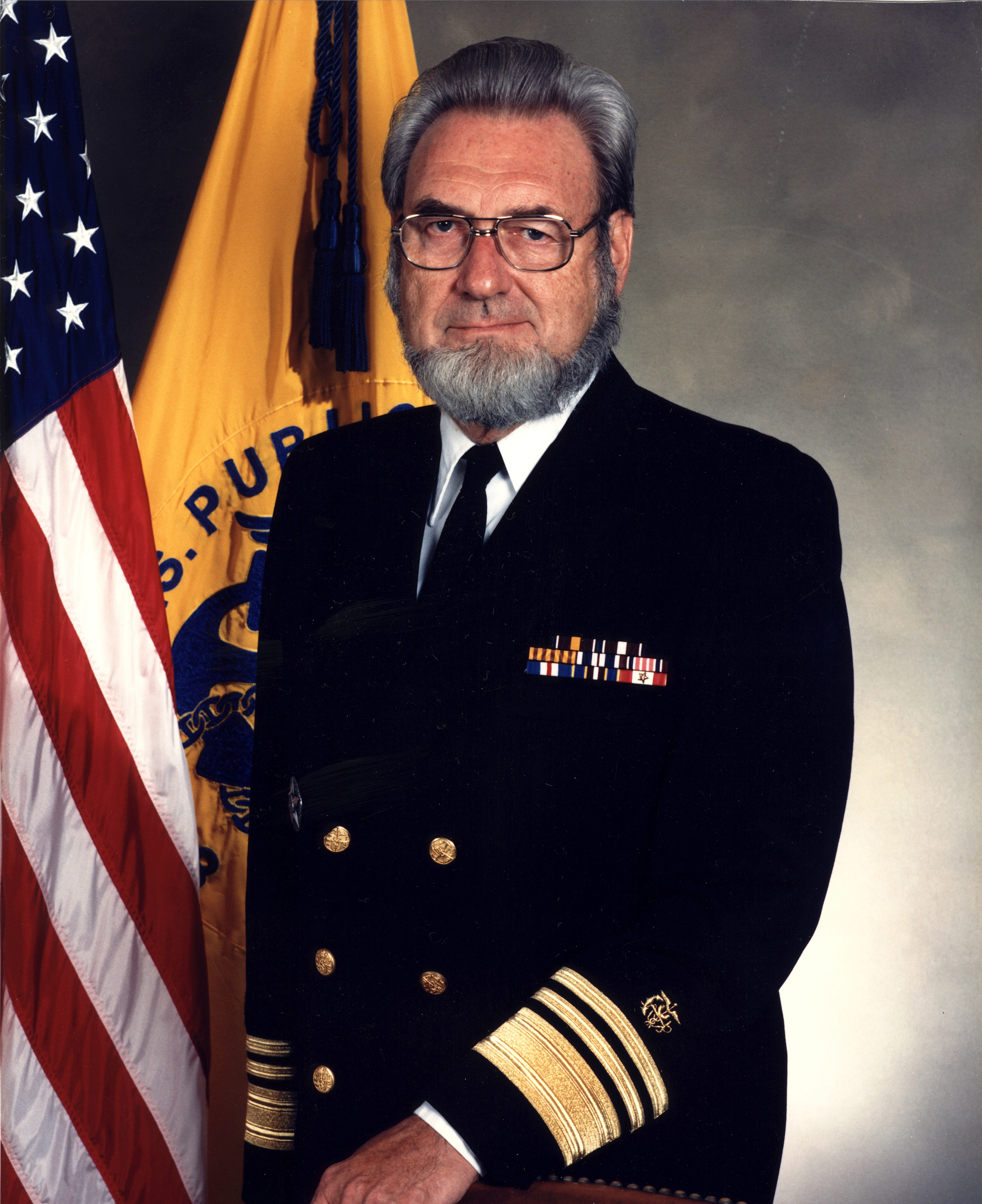
Everett Koop

Charles Everett Koop, genannt Everett Koop, (* 14. Oktober 1916  in Brooklyn, New York City; † 25. Februar 2013 in Hanover, New Hampshire) war ein US-amerikanischer pädiatrischer Chirurg, der von 1982 bis 1989 Surgeon General of the United States war. Er hatte den Rang eines Vizeadmirals und war auch der breiteren Öffentlichkeit für verschiedene Initiativen im Gesundheitswesen bekannt.

## Biografie
Koop kam väterlicherseits aus einer alteingesessenen New Yorker Familie mit holländischen Wurzeln, sein Vater John Everett war Bankier, seine Mutter hieß Helen Apel. Er studierte am Dartmouth College mit dem Bachelor-Abschluss 1937 sowie Medizin am Medical College der Cornell University mit dem M.D. 1941 (einen weiteren Doktortitel erwarb er 1947 an der University of Pennsylvania). Von 1946 bis 1981 war er Chefchirurg am Children’s Hospital of Philadelphia. In dieser Zeit machte er sich durch einige Innovationen in der Kinderchirurgie einen Namen, zum Beispiel trennte er mehrere zusammengewachsene Zwillinge. 1959 wurde er Professor für pädiatrische Chirurgie und 1971 für Pädiatrie an der School of Medicine der University of Pennsylvania. 1966 war er der Gründungsherausgeber des Journal of Pediatric Surgery.
Koop, der zu den Presbyterianern gehörte, war ein Abtreibungsgegner, der darüber 1976 das Buch The Right to Live, The Right to Die veröffentlichte. Er beteiligte sich auch an der zehnteiligen Dokumentarfilmreihe Wie können wir denn leben? von Francis Schaeffer und dessen Sohn Frank Schaeffer, die 1976 erschien. Darin wurde am Schluss das Recht auf Abtreibung von 1973 als willkürlich und unmoralisch kritisiert. Dies verschaffte ihm einflussreiche Kontakte in der Republikanischen Partei. 1981 machte ihn Präsident Ronald Reagan zum Deputy Assistant Secretary of Health und 1982 zum Surgeon General. Obwohl er Abtreibungsgegner war, widerstand er dem Druck der Reagan-Administration, einen Report zu veröffentlichen, der die angebliche Schädlichkeit von Abtreibungen für die Psyche von Frauen thematisieren sollte (siehe Post-Abortion-Syndrom). Für Koop war Abtreibung eine moralische Frage und nicht eine der öffentlichen Gesundheit.
Nachdem 1982 bei einem Baby Doe genannten Neugeborenen, namens Jane Doe, mit Down-Syndrom einige Routineoperationen nicht durchgeführt wurden, was schließlich zu dessen Tod führte, setzte er ein Gesetz durch, das auch gegen den Willen der Eltern solche Operationen erlaubte (Baby Doe Amendment, 1984).
In seine Zeit als Surgeon General fiel auch der Ausbruch der AIDS-Epidemie. Die ersten vier Jahre seiner Amtszeit durfte er sich dazu nicht öffentlich äußern (wahrscheinlich aus politischen Gründen), in der zweiten Hälfte war dies eines seiner Hauptthemen. Er trug zur Versachlichung der Debatten bei, gab 1986 einen ersten Report heraus und verschickte 1988 eine Aufklärungsbroschüre (die gekürzte Version des Reports) an jeden Haushalt.
Koop war auch als entschiedener Gegner des Rauchens bekannt und trug viel zu einer Veränderung der öffentlichen Einstellung in den USA zu Zigaretten bei.
1991 hatte er bei NBC eine eigene Fernsehserie über Medizin (C. Everett Koop, M.D.), für die er einen Emmy erhielt. Er war auch Professor am Dartmouth College (Medical School) und dort Senior Scholar am Everett Koop Institute, das nach ihm benannt wurde.
Er war Mitglied der American Philosophical Society, der American Academy of Arts and Sciences (seit 1990), des Institute of Medicine, des Royal College of Surgeons of England, des Royal College of Physicians and Surgeons of Glasgow, der Royal Society of Medicine, Fellow des American College of Surgeons und Ehren-Fellow des Royal College of Surgeons of Edinburgh. 1995 erhielt er die Presidential Medal of Freedom, 1992 den Gustav O. Lienhard Award for Advancement of Health Care des Institute of Medicine, 1990 die Public Welfare Medal der NAS, wurde 1980 in die Ehrenlegion aufgenommen und erhielt den Léopold-Griffuel-Preis, den Maxwell Finland Award, den Heinz Award und den Tyler Prize for Environmental Achievement. Er erhielt 41 Ehrendoktorate.
Everett Koop war in erster Ehe fast 70 Jahre mit Elizabeth Flanagan Koop verheiratet, die 2007 starb. Mit ihr schrieb er ein Buch (Sometimes Mountains Move, 1974) über die Situation von Eltern beim Tod von Kindern. Anlass war der Tod ihres Sohnes David, der als Student 1968 bei einem Bergunfall in New Hampshire ums Leben kam.